# کلمنت نهم
پاپ کلمنت نهم (به انگلیسی: Clement IX) (زادهٔ ۲۸ ژانویه ۱۶۰۰ – درگذشتهٔ ۹ دسامبر ۱۶۶۹) یکی از پاپ‌های کلیسای کاتولیک رم بود که در توسکانی به دنیا آمد و از ۱۶۶۷ تا ۱۶۶۹ میلادی پاپ بود.

## نگارخانه

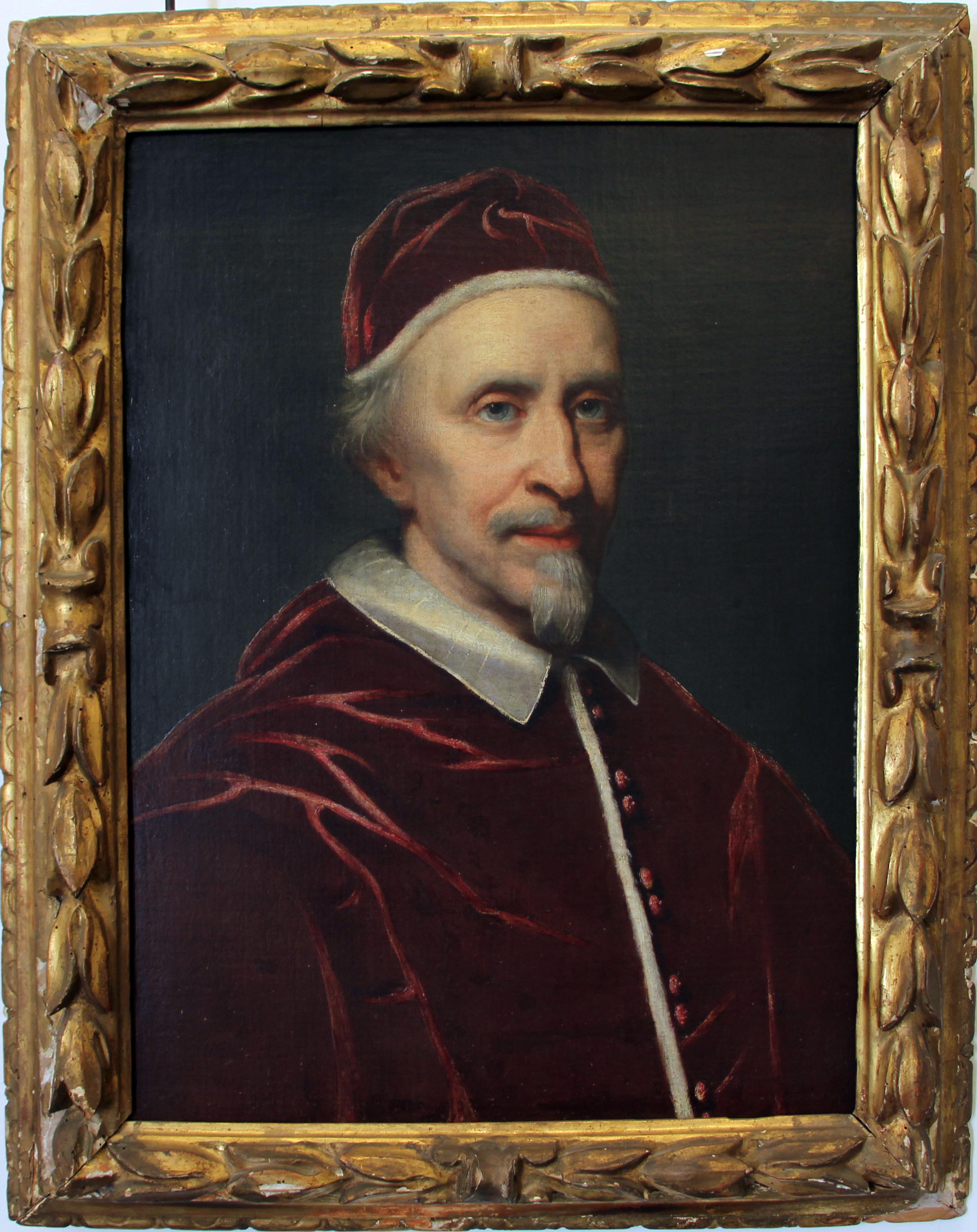
پاپ کلمنت نهم